# Trofeo Villa de Leganés
El Trofeo Villa de Leganés es un torneo amistoso que organiza el Club Deportivo Leganés de manera ininterrumpida desde su edición inaugural en 1980.
Su edición inaugural contó con el equipo anfitrión, el Rayo Vallecano —vencedor—, y los desaparecidos Getafe Deportivo y Agrupación Deportiva Torrejón.
El formato de competición ha variado en sus ediciones, habiéndose disputado un solo partido, triangulares y cuadrangulares.

## Historial
La primera edición fue conquistada por el Rayo Vallecano, mientras que el Club Deportivo Leganés es el equipo más laureado con veintidós títulos.
Nota: Los nombres y banderas de los equipos corresponden al momento de la época en la que tuvo lugar el partido.
| Edición                                                               | Año  | Campeón                 |                   | Resultado(1) |                     | Subcampeón                       |
| --------------------------------------------------------------------- | ---- | ----------------------- | ----------------- | ------------ | ------------------- | -------------------------------- |
| I                                                                     | 1980 | Rayo Vallecano          | Bandera de España | (5) 1:1 (4)  | Bandera de España   | C.D. Leganés                     |
| II                                                                    | 1981 | Rayo Vallecano          | Bandera de España | 1:0          | Bandera de España   | Real Aranjuez                    |
| III                                                                   | 1982 | Real Aranjuez           | Bandera de España | 2:1          | Bandera de España   | A. D. Parla                      |
| IV                                                                    | 1983 | C. D. Leganés           | Bandera de España | 3:1          | Bandera de España   | Real Madrid Castilla             |
| V                                                                     | 1984 | Real Madrid Castilla    | Bandera de España | 2:0          | Bandera de España   | C. D. Leganés                    |
| VI                                                                    | 1985 | Rayo Vallecano          | Bandera de España | 3:1          | Bandera de España   | C. D. Leganés                    |
| VII                                                                   | 1986 | Atlético de Madrid B    | Bandera de España | 4:2          | Bandera de España   | C. D. Leganés                    |
| VIII                                                                  | 1987 | C. D. Leganés           | Bandera de España | 3:2          | Bandera de España   | Atlético de Madrid B             |
| IX                                                                    | 1988 | C. D. Badajoz           | Bandera de España | 2:1          | Bandera de España   | Atlético de Madrid B             |
| X                                                                     | 1989 | C. D. Leganés           | Bandera de España | 2:0          | Bandera de España   | Rayo Vallecano                   |
| XI                                                                    | 1990 | C. D. Leganés           | Bandera de España | (4) 1:1 (3)  | Bandera de España   | C. A. Osasuna                    |
| XII                                                                   | 1991 | C. D. Leganés           | Bandera de España | 3:1          | Bandera de España   | C. P. Mérida                     |
| XIII                                                                  | 1992 | C. D. Leganés           | Bandera de España | 2:1          | Bandera de España   | Real Madrid Castilla             |
| XIV                                                                   | 1993 | Real Madrid C           | Bandera de España | ?:?          | Bandera de España   | C. D. Leganés                    |
| XV                                                                    | 1994 | C. D. Leganés           | Bandera de España | 0:0          | Bandera de España   | C. F. Fuenlabrada                |
| XVI                                                                   | 1995 | C. D. Leganés           | Bandera de España | 1:0          | Bandera de España   | C. D. Numancia                   |
| XVII                                                                  | 1996 | C. D. Leganés           | Bandera de España | 4:2          | Bandera de España   | Real Madrid C                    |
| XVIII                                                                 | 1997 | U. D. Salamanca         | Bandera de España | (4) 1:1 (3)  | Bandera de España   | C. D. Leganés                    |
| XIX                                                                   | 1998 | C. D. Leganés           | Bandera de España | 1:0          | Bandera de Portugal | S. C. Campomaiorense             |
| XX                                                                    | 1999 | C. D. Numancia          | Bandera de España | (4) 1:1 (2)  | Bandera de España   | C. D. Leganés                    |
| XXI                                                                   | 2000 | Real Valladolid C. F.   | Bandera de España | 1:0          | Bandera de España   | C. D. Leganés                    |
| XXII                                                                  | 2001 | Club Atlético de Madrid | Bandera de España | 1:0          | Bandera de España   | C. D. Leganés                    |
| XXIII                                                                 | 2002 | Club Atlético de Madrid | Bandera de España | 1:0          | Bandera de España   | C. D. Leganés                    |
| XXIV                                                                  | 2003 | Getafe C. F.            | Bandera de España | 2:1          | Bandera de España   | C. D. Leganés                    |
| XXV                                                                   | 2004 | Getafe C. F.            | Bandera de España | 4:0          | Bandera de España   | C. D. Leganés                    |
| XXVI                                                                  | 2005 | Real Valladolid C. F.   | Bandera de España | 3:0          | Bandera de España   | C. D. Leganés                    |
| XXVII                                                                 | 2006 | C. D. Leganés           | Bandera de España | 2:1          | Bandera de España   | Xerez CD                         |
| XXVIII                                                                | 2007 | C. D. Leganés           | Bandera de España | (4) 1:1 (3)  | Bandera de España   | Getafe C. F.                     |
| XXIX                                                                  | 2008 | C. D. Leganés           | Bandera de España | 3:2          | Bandera de España   | Rayo Vallecano                   |
| XXX                                                                   | 2009 | C. D. Leganés           | Bandera de España | 1:1          | Bandera de España   | U. D. San Sebastián de los Reyes |
| XXXI                                                                  | 2010 | A. D. Alcorcón          | Bandera de España | 2:0          | Bandera de España   | C. D. Leganés                    |
| XXXII                                                                 | 2011 | Getafe C. F.            | Bandera de España | Triangular   | Bandera de España   | A. D. Alcorcón C. D. Leganés     |
| XXXIII                                                                | 2012 | C. D. Leganés           | Bandera de España | 2:0          | Bandera de España   | A. D. Alcorcón                   |
| XXXIV                                                                 | 2013 | C. D. Leganés           | Bandera de España | (3) 0:0 (2)  | Bandera de Catar    | Qatar S. C.                      |
| XXXV                                                                  | 2014 | C. D. Leganés           | Bandera de España | 4:1          | Bandera de España   | Real Madrid Castilla             |
| XXXVI                                                                 | 2015 | Rayo Vallecano          | Bandera de España | 0:0 (pen)    | Bandera de España   | C. D. Leganés                    |
| XXXVII                                                                | 2016 | C. D. Leganés           | Bandera de España | 3:2          | Bandera de España   | Villarreal C. F.                 |
| XXXVIII                                                               | 2017 | C. D. Leganés           | Bandera de España | (4) 1:1 (2)  | Bandera de España   | Deportivo Alavés                 |
| XXXIX                                                                 | 2018 | C. D. Leganés           | Bandera de España | 2:0          | Bandera de España   | Rayo Vallecano                   |
| XL                                                                    | 2019 | C. D. Leganés           | Bandera de España | 3:1          | Bandera de España   | Albacete Balompié                |
| --                                                                    | 2020 | No se disputó           |                   | -            |                     | -                                |
| XLI                                                                   | 2021 | C. D. Leganés           | Bandera de España | (4) 1:1 (3)  | Bandera de España   | Rayo Vallecano                   |
| XLII                                                                  | 2022 | Villarreal CF "B"       | Bandera de España | 2:1          | Bandera de España   | C. D. Leganés                    |
| XLII                                                                  | 2023 | C. D. Leganés           | Bandera de España | 2:0          | Bandera de España   | Levante UD                       |
| XLIII                                                                 | 2024 | C. D. Leganés           | Bandera de España | 3:1          | Bandera de España   | Real Valladolid C. F.            |
| Nota: En caso de empate, el equipo de la izquierda ganó por penaltis. |      |                         |                   |              |                     |                                  |

## Palmarés
| Club                             | Títulos | Subcampeonatos |
| -------------------------------- | ------- | -------------- |
| C. D. Leganés                    | 24      | 14             |
| Rayo Vallecano                   | 3       | 4              |
| Getafe C. F.                     | 3       | 2              |
| Real Valladolid                  | 2       | 1              |
| Club Atlético de Madrid          | 2       | 0              |
| Real Madrid Castilla             | 1       | 3              |
| Real Aranjuez                    | 1       | 1              |
| Atlético de Madrid B             | 1       | 2              |
| C. D. Badajoz                    | 1       | 0              |
| C. D. Numancia                   | 1       | 1              |
| Real Madrid C                    | 1       | 1              |
| A. D. Alcorcón                   | 1       | 1              |
| U. D. Salamanca                  | 1       | 0              |
| Villarreal C. F. B               | 1       | 0              |
| A. D. Parla                      | 0       | 1              |
| C. P. Mérida                     | 0       | 1              |
| C. F. Fuenlabrada                | 0       | 1              |
| S. C. Campomaiorense             | 0       | 1              |
| U. D. San Sebastián de los Reyes | 0       | 1              |
| Qatar S. C.                      | 0       | 1              |
| Villarreal C. F.                 | 0       | 1              |
| Deportivo Alavés                 | 0       | 1              |
| Albacete Balompié                | 0       | 1              |